# Masaru
Masaru (jap. まさる, マサル) – męskie imię japońskie.

## Możliwa pisownia
Masaru można zapisać, używając wielu różnych znaków kanji i może znaczyć m.in.:
- 勝, „zwycięstwo”[1]
- 優, „doskonały” (występuje też inna wymowa tego imienia: Yū, Yutaka)
- 大, „duży”
- 将, „dowódca” (występuje też inna wymowa tego imienia: Shō)
- 將, „dowódca”

## Znane osoby
- Masaru Akiba (勝), japoński piłkarz
- Masaru Arai (優), japoński astronom amator
- Masaru Emoto (勝), japoński pisarz i przedsiębiorca
- Masaru Furukawa (勝), Japoński pływak i mistrz olimpijski
- Masaru Hayami (優), 28. Gubernator Banku Japonii
- Masaru Ibuka (大), japoński przemysłowiec elektroniki
- Masaru Ikeda (勝), japoński aktor i seiyū
- Grant Masaru Imahara, amerykański ekspert w dziedzinie elektroniki i sterowania, członek ekipy programu telewizyjnego Pogromcy mitów
- Masaru Inoue (傑), japoński astronom
- Masaru Kageura (將), japoński baseballista
- Masaru Kitao (勝), japoński animator
- Masaru Konuma (勝), japoński reżyser
- Masaru Kurotsu (勝), japoński piłkarz
- Masaru Matsuhashi (優), japoński piłkarz
- Masaru Motegi (優), japoński zapaśnik w stylu wolnym
- Masaru Motegi (優), japoński seiyū
- Masaru Mukai (優), japoński astronom
- Masaru Nagaoka (勝), były japoński skoczek narciarski
- Masaru Ogawa (勝), japoński łyżwiarz figurowy
- Masaru Satō (勝), japoński kompozytor muzyki filmowej i poważnej
- Masaru Takumi (勝), japoński yakuza

## Fikcyjne postacie
- Masaru Katō (勝), bohater mangi i anime Gantz
- Masaru Aoki (勝), postać z mangi Hajime no Ippo
- Masaru Daimon (勝), bohater mangi i anime Digimon Savers